# Euryphura athymoides
Euryphura athymoides är en fjärilsart som beskrevs av Schultze 1920. Euryphura athymoides ingår i släktet Euryphura och familjen praktfjärilar. Inga underarter finns listade i Catalogue of Life.